# هاروکو اوبوکاتا
هاروکو اوبوکاتا (ژاپنی:小保方 晴子؛ انگلیسی: Haruko Obokata؛ زادهٔ ۲۵ سپتامبر ۱۹۸۳) یک زیست‌شناس و محقق سلول‌های بنیادی سابق و رهبر واحد تحقیقاتی در آزمایشگاه بازبرنامه‌ریزی سلولی مؤسسه ریکن برای زیست‌شناسی تکوینی ژاپن بود. او در سال ۲۰۱۴ ادعا کرد که روشی انقلابی و به‌طور قابل توجهی آسان برای تولید سلول‌های پرتوان القایی با تحریک (STAP) ابداع کرده است که می‌تواند به بافت برای استفاده در هر نقطه از بدن تبدیل شود. در پاسخ به اتهامات بی‌قاعدگی در انتشارات تحقیقاتی اوبوکاتا در مورد سلول‌های STAP، ریکن تحقیقی را آغاز کرد که مواردی از سوءرفتار علمی از سوی اوبوکاتا را کشف کرد. تلاش‌ها برای تکرار نتایج سلول‌های STAP اوبوکاتا ناموفق بود. رسوایی سلول‌های STAP که به دنبال آن رخ داد، توجه جهانی را به خود جلب کرد.

## اوایل زندگی، تحصیلات و حرفه
اوبوکاتا در سال ۱۹۸۳ در ماتسودو، چیبا، ژاپن به دنیا آمد. او در دبیرستان توهو که وابسته به دانشگاه توهو است تحصیل کرد و در سال ۲۰۰۶ از دانشگاه واسدا با مدرک کارشناسی علوم و در سال ۲۰۰۸ با مدرک کارشناسی ارشد شیمی کاربردی فارغ‌التحصیل شد. اوبوکاتا بعداً به آزمایشگاه چارلز واکانتی در دانشکده پزشکی هاروارد پیوست، جایی که به عنوان «رؤیای مدیر آزمایشگاه» با «وفاداری افراطی» توصیف شد. در سال ۲۰۱۱، اوبوکاتا دکترای مهندسی خود را از دانشکده تحصیلات تکمیلی مهندسی و علوم پیشرفته دانشگاه واسدا دریافت کرد. اوبوکاتا در سال ۲۰۱۱ به عنوان محقق مهمان در مرکز زیست‌شناسی تکوینی ریکن مشغول به کار شد و در سال ۲۰۱۳ به ریاست آزمایشگاه بازبرنامه‌ریزی سلولی منصوب شد.
بر اساس گزارش خبری آساهی شیمبون، اوبوکاتا پس از اتهامات مبنی بر سرقت ادبی بخش‌هایی از پایان‌نامه دکترای خود از اسناد عمومی موجود در وبسایت مؤسسه ملی سلامت ایالات متحده، پیشنهاد کرد پایان‌نامه خود را پس بگیرد. در اکتبر ۲۰۱۴، یک هیئت تحقیقاتی که توسط دانشگاه واسدا منصوب شده بود، به اوبوکاتا یک سال فرصت داد تا پایان‌نامه خود را اصلاح کند، در غیر این صورت مدرک خود را از دست می‌داد. در سال ۲۰۱۵، دانشگاه واسدا اعلام کرد که مدرک دکترای اوبوکاتا را لغو کرده است.

## سلول‌های STAP
در ریکن، اوبوکاتا در مورد سلول‌های بنیادی با همکاری واکانتی، تروهیکو واکایاما و یوشیکی ساسای مطالعه کرد و دو مقاله تحقیقاتی او در سال ۲۰۱۳ در نشریه نیچر منتشر شد. در یادداشتی به واکانتی، ساسای نوشت که اوبوکاتا «طلسم جادویی» را کشف کرده است که منجر به موفقیت آزمایشی آن‌ها شده است، که بعداً در گاردین به عنوان «روشی شگفت‌آور ساده برای تبدیل سلول‌های معمولی بدن به چیزی بسیار شبیه به سلول‌های بنیادی جنینی» با خیساندن آن‌ها در «حمام ضعیفی از اسید سیتریک» توصیف شد. این روش گزارش شده بود که «گذشته تکوینی [سلول‌ها] را می‌شوید» و آن‌ها را به «نوزادان سلولی تبدیل می‌کند که قادر به تکثیر فراوان و رشد به هر نوع سلولی در بدن هستند، توانایی فوق‌العاده‌ای که به عنوان پرتوانی شناخته می‌شود.» پس از انتشار مقالات، اوبوکاتا «به عنوان ستاره درخشان جدید در کهکشان علمی و قهرمان ملی مورد تحسین قرار گرفت.»

### جنجال‌ها
در طی روزهای پس از انتشار مقالات نیچر، «اتهامات نگران‌کننده‌ای مطرح شد [...] تصاویر دستکاری شده به نظر می‌رسیدند و بخش‌هایی از متن [...] از مقالات دیگر کپی شده بود.» منتقدان خاطرنشان کردند که تصاویر در مقالات منتشر شده مشابه تصاویر منتشر شده در پایان‌نامه دکترای اوبوکاتا است، در حالی که آزمایش‌های مطرح شده در پایان‌نامه با آنچه در انتشارات نیچر ارائه شده بود متفاوت بود.
در سال ۲۰۱۴ ریکن تحقیقی را در این مورد آغاز کرد و در ۱ آوریل اعلام کرد که اوبوکاتا در دو مورد از شش اتهام اولیه علیه او مرتکب سوءرفتار علمی شده است. سند تحقیق ریکن گزارش داد:
«در دستکاری داده‌های تصویری دو ژل مختلف و استفاده از داده‌های دو آزمایش مختلف، دکتر اوبوکاتا به گونه‌ای عمل کرد که به هیچ وجه قابل قبول نیست. این را نمی‌توان صرفاً با عدم بلوغ او به عنوان یک محقق توضیح داد. با توجه به کیفیت پایین یادداشت‌های آزمایشگاهی او، کاملاً آشکار شده است که برای هر کس دیگری بسیار دشوار خواهد بود که آزمایش‌های او را به دقت ردیابی یا درک کند، و این نیز مانعی جدی برای تبادل سالم اطلاعات محسوب می‌شود. اقدامات دکتر اوبوکاتا و مدیریت سهل‌انگارانه داده‌ها ما را به این نتیجه می‌رساند که او نه تنها فاقد حس اخلاق پژوهشی است، بلکه از صداقت و فروتنی به عنوان یک محقق علمی نیز به شدت بی‌بهره است.»